# Army Men: Sarge's Heroes 2
Army Men: Sarge's Heroes 2 là trò chơi điện tử thuộc thể loại bắn súng góc nhìn thứ ba được hãng The 3DO Company phát triển và phát hành cho cho các hệ máy Game Boy Color, Nintendo 64, PlayStation và PlayStation 2. Trò chơi là phần tiếp theo trực tiếp của Army Men: Sarge's Heroes. Không giống như phiên bản trước đó có sắc thái tăm tối hơn, thì sang bản này cốt truyện có phần nhẹ nhàng hơn. Ngoài ra, game này còn có thêm một bản spin-off mang tên Portal Runner nói về chuyến phiêu lưu của Vikki Grimm và chú Sư tử Leo cố gắng để thoát khỏi cơn thịnh nộ của Bridgette Bleu và kỷ Jura qua những cổng dịch chuyển khác nhau.

## Tổng quan

Ảnh chụp màn hình trong game.

Sarge Heroes 2 bắt đầu từ lúc Sarge Heroes bỏ đi. Có thông tin rằng việc bắt giữ Thống chế Tannenberg làm tù binh sẽ chấm dứt chiến tranh giữa đôi bên. Kể từ khi Tướng Plastro đã biến mất, cũng có thể ông đã trở thành một nạn nhân của hiện tượng nhựa hóa và bị mắc kẹt trong thế giới thực. Trò chơi đã giới thiệu Bridgette Bleu, một điệp viên cho nước Blue. Cô đã phát triển một loại huyết thanh làm đảo ngực tiến trình nhựa hóa. Công việc của người chơi trong vai Sarge và đôi khi là Vikki để tìm kiếm và phá hủy các huyết thanh, tiêu diệt binh lính phe Tan và bắt Tướng Plastro và Tannenburg (và lúc vào vai Sarge người chơi đôi khi phải giải cứu Vikki vì cô ấy có một biệt tài gây rắc rối.)
Trò chơi diễn ra giữa thế giới nhựa của Sarge và thế giới thực, mà tại đó Sarge trở lại kích cỡ của một chú lính nhựa tiêu chuẩn. Game còn thêm vào nhiều hiệu ứng tương tác khác, chẳng hạn như chai rượu bị vỡ, lon soda có thể phá được và tiếng động của những cái đinh dài sẽ bị dao động khi kẻ thù tấn công.
Cốt truyện của phiên bản Game Boy Color hoàn toàn khác với phiên bản console, bao gồm Sarge, Riff, Scorch và Vikki cố gắng ngăn chặn sự trỗi dậy mạnh mẽ của Tan Nation chống lại Green Nation, do Tướng Plastro tái xuất. Tuy nhiên, cốt truyện của phiên bản này vẫn là phần tiếp theo trực tiếp của Army Men: Sarge's Heroes.

## Đón nhận
| Các điểm số đánh giá Xuất bản phẩm Điểm số GBC N64 PS PS2 AllGame Kh. sẵn có 2/5 [ 5 ] 2/5 [ 6 ] 2/5 [ 7 ] EGM Kh. sẵn có 4/10 [ 8 ] [ c ] Kh. sẵn có 5.17/10 [ 9 ] [ d ] Game Informer Kh. sẵn có Kh. sẵn có Kh. sẵn có 5.5/10 [ 10 ] Game Revolution Kh. sẵn có Kh. sẵn có Kh. sẵn có C− [ 11 ] GameFan Kh. sẵn có 61% [ 12 ] Kh. sẵn có Kh. sẵn có GameSpot Kh. sẵn có 4/10 [ 13 ] 3/10 [ 14 ] 5.5/10 [ 15 ] IGN 5/10 [ 16 ] 5/10 [ 17 ] 4.5/10 [ 18 ] 4.5/10 [ 19 ] Next Generation Kh. sẵn có Kh. sẵn có 2/5 [ 20 ] 1/5 [ 21 ] Nintendo Power Kh. sẵn có 7.1/10 [ 22 ] Kh. sẵn có Kh. sẵn có OPM (Hoa Kỳ) Kh. sẵn có Kh. sẵn có 2.5/5 [ 23 ] 2.5/5 [ 24 ] The Cincinnati Enquirer Kh. sẵn có Kh. sẵn có Kh. sẵn có 3/5 [ 25 ] Các điểm số tổng gộp GameRankings 50% [ 26 ] 48% [ 27 ] 56% [ 28 ] 56% [ 29 ] Metacritic Kh. sẵn có 46/100 [ 30 ] 48/100 [ 31 ] 54/100 [ 32 ] |            |            |            |            |
| Các điểm số đánh giá |            |            |            |            |
| Xuất bản phẩm | Điểm số    | Điểm số    | Điểm số    | Điểm số    |
| Xuất bản phẩm | GBC        | N64        | PS         | PS2        |
| AllGame | Kh. sẵn có | 2/5        | 2/5        | 2/5        |
| EGM | Kh. sẵn có | 4/10       | Kh. sẵn có | 5.17/10    |
| Game Informer | Kh. sẵn có | Kh. sẵn có | Kh. sẵn có | 5.5/10     |
| Game Revolution | Kh. sẵn có | Kh. sẵn có | Kh. sẵn có | C−         |
| GameFan | Kh. sẵn có | 61%        | Kh. sẵn có | Kh. sẵn có |
| GameSpot | Kh. sẵn có | 4/10       | 3/10       | 5.5/10     |
| IGN | 5/10       | 5/10       | 4.5/10     | 4.5/10     |
| Next Generation | Kh. sẵn có | Kh. sẵn có | 2/5        | 1/5        |
| Nintendo Power | Kh. sẵn có | 7.1/10     | Kh. sẵn có | Kh. sẵn có |
| OPM (Hoa Kỳ) | Kh. sẵn có | Kh. sẵn có | 2.5/5      | 2.5/5      |
| The Cincinnati Enquirer | Kh. sẵn có | Kh. sẵn có | Kh. sẵn có | 3/5        |
| Các điểm số tổng gộp |            |            |            |            |
| GameRankings | 50%        | 48%        | 56%        | 56%        |
| Metacritic | Kh. sẵn có | 46/100     | 48/100     | 54/100     |

Phiên bản PlayStation 2 nhận được những đánh giá "trái chiều", trong khi phiên bản Nintendo 64 và PlayStation nhận được "những đánh giá chung không thuận lợi", theo trang web tổng hợp kết quả đánh giá Metacritic. Samuel Bass của tờ NextGen đã nói trong ấn bản tháng 2 năm 2001 rằng phiên bản PlayStation "Tốt hơn phiên bản đầu tiên, nhưng chúng tôi sẽ gắn bó với Air Attack 2 để sửa lỗi chiến trường nhựa của mình". Tuy nhiên, năm số sau đó, David Chen cho biết phiên bản PS2 "Không tốt hơn nhiều so với phiên bản PlayStation gốc, điều này không nói lên được điều gì nhiều".
Vicious Sid của GamePro đã nói về phiên bản Nintendo 64 trong số ra tháng 11 năm 2000, "Loại nhựa này không tuyệt vời cho lắm, nhưng Sarge's Heroes 2 vẫn là tựa game giải trí cuối tuần đáng chơi dành cho những người hâm mộ thể loại hành động góc nhìn thứ ba". Ba số sau, Lamchop gọi phiên bản PlayStation là "một chuyến đi nghỉ cuối tuần đầy thú vị trong vô nghĩa". Ba số sau đó, Four-Eyed Dragon đã nói về phiên bản PlayStation 2, "Người hùng của Army Men cuối cùng đã xuất hiện—đừng bỏ lỡ cuộc chiến bằng nhựa được thiết kế đẹp mắt này trên PS2".